# 劉海涛
劉 海涛（りゅう かいとう、英語: Liu Haitao、1968年12月14日 - ）は、在日中国人起業家。株式会社ストリーム創業者で、同社代表取締役社長や、代表取締役会長を務めた。

## 人物・来歴
中華人民共和国安徽省出身。1995年東京商船大学（現東京海洋大学）卒業、株式会社亜土電子工業入社。株式会社亜土電子工業が買収されたことを受け、中華人民共和国向けパソコンの輸出業務などの事業譲渡を受け、1999年株式会社ストリームを設立し、同社代表取締役に就任。同年ECサイトSunshineを立ち上げ、パソコンの通信販売事業を開始。2002年にSunshineをECカレントに変え、以後ECカレント楽天市場店の開設など、通信販売事業の拡充を行った。2005年にはベスト電器と提携を結び、14億円の出資を受けた。2007年東京証券取引所マザーズ上場。
2014年2月ころより、劉と香港のダイマジン・グローバル代表の佐戸康高が複数の仕手筋を遠隔操作し同社株を吊り上げたことから、2016年に証券取引等監視委員会などによる強制捜査が入り、同年暮れに劉は中国へ逃亡、佐戸は逮捕され執行猶予付き有罪判決を受け、劉にも逮捕状が出された。2017年株式会社ストリーム代表取締役社長を退任し、同社代表取締役会長に就任。同年健康上の理由で株式会社ストリーム代表取締役会長を退任し、取締役からも退任した。